# انتحار كيلي يومانس
انتحار كيلي لويز يومانز (بالإنجليزية: Suicide of Kelly Yeomans)‏(13 ديسمبر 1983 – 28 سبتمبر 1997)، فتاة إنجليزية من ألينتون، إحدى ضواحي مدينة ديربي، انتحرت في سن 13 عامًا، ما أثار اهتمامًا واسعًا في وسائل الإعلام بعد عزو السبب إلى تعرضها للتنمر من قبل أطفال محليين.

## الحادثة
في شهادتها أمام المحكمة، وصفت يومانز بأنها كانت فتاة لطيفة وودودة. ومع ذلك، تم الإبلاغ عن أنها تعرضت لمضايقات متكررة وسخرية، لا سيما بسبب وزنها. وأفاد والداها أن التنمر المستمر جعلها تشعر بالحزن الشديد. أكدت والدتها أنها زارت مدرسة ابنتها (أكاديمية ميريل) حوالي ثلاثين مرة لتقديم شكاوى بشأن المشكلة، لكنها لم تتلقَ أي مساعدة. بالمقابل، ذكر مسؤولو المدرسة أنهم تلقوا شكوى واحدة فقط.
تفاقمت الأمور في سبتمبر 1997، عندما تجمع مجموعة من الشباب المارقين أمام منزل يومانز عدة ليالٍ متتالية، حيث قاموا برمي البيض والزبدة والكعك والطين على المنزل، بالإضافة إلى إطلاق هتافات موجهة إليها. وقالت والدتها فيما بعد إن الحادث دفع يومانز إلى إخبار عائلتها: "ليس لكم علاقة بهذا، يا أبي، وليس لكم علاقة بهذا، يا أمي، وليس لك علاقة بهذا، يا سارة [أختها]. لقد تعبت، وسوف أتناول جرعة زائدة."
أفاد الوالدان أنهما كانا قلقين وطلبا المساعدة لابنتهما التي كانت تعاني من الاكتئاب، ولكن لم يصدقا أنها ستنفذ تهديدها بالانتحار. ومع ذلك، عثر على يومانز ميتة في غرفتها من قبل والدها وأختها بعد أن تناولت جرعة زائدة من عقار "كو-بروكسامول"، وهو مسكن للألم كانت والدتها تستخدمه بسبب مشكلة في ركبتها.
بعد اعترافهم بذلك، أدين خمسة شباب تتراوح أعمارهم بين الثالثة عشرة والسابعة عشرة بتهمة مضايقة يومانز بشكل متعمد في الأشهر التي سبقت وفاتها. وأُصدر حكم بحضورهم في مراكز تأهيل. وعلى مدار فترة من الزمن، وضعت وفاة يومانز قضية التنمر بين الأطفال وضحاياهم في دائرة الضوء العامة.
كتب عازف القيثارة السابق في فرقة "كريم" جاك بروس تحية لها بعنوان "Blues Kelly" في ألبومه الصادر عام 2003 بعنوان "More Jack than God".